# Sundet, Härryda kommun
Sundet är en mindre by belägen i Härryda kommun. Byns namn kommer från den geografiska placeringen vid sundet mellan sjöarna Östersjön, Härryda kommun och Nordsjön, Härryda kommun. 
Sundet består idag av de tre historiska huvudgårdarna samt ett mindre antal bostadshus utspridda på ett område av ungefär 2 x 0,2 km. Man kan följa Sundets gårdar nära 500 år tillbaka i tiden, från Lars i Sundet och hans son Salve Larsson (född ca år 1630).
Vid mitten av artonhundratalet flyttades två av gårdarna från sina ursprungliga platser till dagens platser. Gårdarna har alltid haft ett nära samarbete i såväl skogs- som lantbruk men också i det sociala livet. Bönderna i Sundet har kämpat med svårbrukad mark och har som komplement till jordbruket också ägnat sig åt enklare möbelsnickeri samt tillverkning av fisklådor.
Sundet har historiskt haft nära kontakter med Benareby och Bolås på andra sidan av Nordsjön. Landvägen till Benareby är ungefär 6 km lång och den naturliga vägen gick istället över sjön. Virke flottades till sågen i Bolås för att sågas. Under början av 1900-talet anlades dock ursprunget till dagens väg från Sundet via Hasslerås ut på Vrestabyvägen. Genom denna väg vändes Sundets naturliga kontakter mot Vrestaby, Eskilsby och Buarås.
Skolgången för Sundets barn genomfördes i Benareby (dock bara varannan dag) tills vägen mot Vrestaby byggdes och barnen istället gick i skolan i Eskilsby.
Strandkanten mot Nordsjön är på flera platser badvänlig. Långgrunda sandstränder är populära för traktens barnfamiljer. I Nordsjön såväl som Östersjön finns ett rikt fiskliv med främst abborre och gädda.